# Finale wereldkampioenschap voetbal 2010
De finale van het wereldkampioenschap voetbal 2010, tussen Nederland en Spanje, werd gespeeld op zondag 11 juli in het Soccer City stadion in Johannesburg, Zuid-Afrika.
Voor de wedstrijd hadden Nederland en Spanje elkaar nooit ontmoet in de eindronde van een WK of EK. De teams hadden elkaar sinds 1920 negen keer ontmoet, elk vier wedstrijden gewonnen en een keer gelijk gespeeld, in vriendschappelijke wedstrijden, EK kwalificatiewedstrijden en eenmaal in de Olympische Zomerspelen 1920.
De wedstrijd markeerde de eerste keer dat een Europees team de WK-trofee buiten Europa zou winnen.

## Route naar de finale
| Team      | Wed | W | G | V | DV | DT | +/− | Ptn |
| --------- | --- | - | - | - | -- | -- | --- | --- |
| Nederland | 8   | 8 | 0 | 0 | 17 | 2  | 15  | 24  |
| Noorwegen | 8   | 2 | 4 | 2 | 9  | 7  | 2   | 10  |
| Schotland | 8   | 3 | 1 | 4 | 6  | 11 | −5  | 10  |
| Macedonië | 8   | 2 | 1 | 5 | 5  | 11 | −6  | 7   |
| IJsland   | 8   | 1 | 2 | 5 | 7  | 13 | −6  | 5   |

| Team                  | Wed | W  | G | V | DV | DT | +/− | Ptn |
| --------------------- | --- | -- | - | - | -- | -- | --- | --- |
| Spanje                | 10  | 10 | 0 | 0 | 28 | 5  | 23  | 30  |
| Bosnië en Herzegovina | 10  | 6  | 1 | 3 | 25 | 13 | 12  | 19  |
| Turkije               | 10  | 4  | 3 | 3 | 13 | 10 | 3   | 15  |
| België                | 10  | 3  | 1 | 6 | 13 | 20 | −7  | 10  |
| Estland               | 10  | 2  | 2 | 6 | 9  | 24 | −15 | 8   |
| Armenië               | 10  | 1  | 1 | 8 | 6  | 22 | −16 | 4   |

| Land       | Win | Gel | Ver | DV | DT | +/− | Pnt |
| ---------- | --- | --- | --- | -- | -- | --- | --- |
| Nederland  | 3   | 0   | 0   | 5  | 1  | 4   | 9   |
| Japan      | 2   | 0   | 1   | 4  | 2  | 2   | 6   |
| Denemarken | 1   | 0   | 2   | 3  | 6  | −3  | 3   |
| Kameroen   | 0   | 0   | 3   | 2  | 5  | −3  | 0   |

| Land        | Win | Gel | Ver | DV | DT | +/− | Pnt |
| ----------- | --- | --- | --- | -- | -- | --- | --- |
| Spanje      | 2   | 0   | 1   | 4  | 2  | 2   | 6   |
| Chili       | 2   | 0   | 1   | 3  | 2  | 1   | 6   |
| Zwitserland | 1   | 1   | 1   | 1  | 1  | 0   | 4   |
| Honduras    | 0   | 1   | 2   | 0  | 3  | −3  | 1   |

## Verslag
De wedstrijd heeft het record van meeste toegekende gele kaarten in een WK-finale, meer dan het dubbele van het vorige record van Argentinië tegen West-Duitsland in 1986, waar zes kaarten werden uitgedeeld. Veertien gele kaarten werden toegekend (negen voor Nederland en vijf voor Spanje). John Heitinga werd in de 109e minuut weggestuurd na het ontvangen van een tweede gele kaart. De gele kaart voor Nigel de Jong's karatetrap op de borst van Xabi Alonso in de eerste helft (28e minuut), had een rode kaart moeten zijn volgens Rob Hughes van onder andere The New York Times. Ook de scheidsrechter, Howard Webb, zei later zelf dat het een rode kaart had moeten zijn, maar dat zijn zicht tijdens het spel gedeeltelijk belemmerd werd.
Nederland had verschillende kansen om te scoren, met name in de 62e minuut toen Arjen Robben door een pass van Wesley Sneijder alleen op de Spaanse doelman Iker Casillas afging, maar zijn schot werd nog net met Casillas' teen naast de goal getikt. Sergio Ramos miste voor Spanje een vrije kopbal uit een hoekschop toen hij helemaal vrij stond.
Vanaf de 109e minuut moest Nederland met 10 man verder, omdat Heitinga zijn tweede gele kaart had gekregen. Terwijl het onvermijdelijk leek dat het met penalty's beslist zou moeten worden, sprintte Jesús Navas naar het tegenovergestelde territorium en gaf een aantal passes die ertoe leidden dat Andres Iniesta uiteindelijk de winnende goal scoorde, vier minuten voor het einde van de wedstrijd.
Net voordat het doelpunt werd gescoord, had Nederland een vrije trap die de muur raakte en via Cesc Fàbregas uitging. Maar in plaats dat ze een hoekschop kregen, werd er een doeltrap aan de Spanjaarden gegeven, die leidde uiteindelijk tot het winnende doelpunt. Na het doelpunt kreeg Joris Mathijsen nog een gele kaart voor zijn heftige protesten tegen de scheidsrechter, en andere Nederlandse spelers bekritiseerden Webb voor deze beslissing na de wedstrijd. Iniesta kreeg een gele kaart voor het uittrekken van zijn shirt toen hij zijn doelpunt vierde, onder zijn shirt had hij een wit shirt met de handgeschreven boodschap: "Dani Jarque siempre con nosotros" ("Dani Jarque, altijd bij ons")

## Wedstrijdbal
Voor de finale werd niet de Adidas Jabulani gebruikt die voor alle andere wedstrijden op het WK werd gebruikt, maar een speciale uitvoering van deze bal, die goudkleurige randen had. Daarmee werd de traditie van voorgaande WK's voortgezet om voor de finale een speciale bal te hebben. De bal is door Adidas ontworpen. Dat bedrijf heeft sinds 1970 alle ballen voor het WK ontworpen. Naast de kleuren is de bal identiek aan de normale Jabulani.

## Aanslagen op televisiekijkers van de wedstrijd
In de Oegandese hoofdstad Kampala vonden twee bomaanslagen plaats op groepen televisiekijkers van de finale van het WK. Hierbij vielen 74 doden. De Somalische islamitische groepering al-Shabaab heeft de aanslagen opgeëist.

## Nasleep
Het Nederlandse team werd verwelkomd in Amsterdam door naar schatting 200.000 supporters langs de grachten.
Aanvoerder Giovanni van Bronckhorst en coach Bert van Marwijk werden door Koningin Beatrix benoemd tot Ridder in de Orde van Oranje-Nassau.
In Nederland keken 12,2 miljoen mensen naar de finale, ongeveer 74% van de totale bevolking van het land.
Wereldwijd werd er gekeken door ongeveer 910 miljoen mensen.

## Wedstrijdgegevens
|                                             |           |                  |              |                                                                                       |
| 11 juli 2010 20:30 UTC+2 «onderlinge duels» | Nederland | 0 – 1 (n.v.)     | Spanje       | Soccer City, Johannesburg Toeschouwers: 84.490 Scheidsrechter: Howard Webb (Engeland) |
| 11 juli 2010 20:30 UTC+2 «onderlinge duels» |           | Wedstrijdverslag | 116' Iniesta | Soccer City, Johannesburg Toeschouwers: 84.490 Scheidsrechter: Howard Webb (Engeland) |

| Nederland | Spanje |

| Nederland:       |    |                          |          |  |
|                  |    |                          |          |  |
| GK               | 1  | Maarten Stekelenburg     |          |  |
| RB               | 2  | Gregory van der Wiel     | 111'     |  |
| CB               | 3  | John Heitinga            | 57' 109' |  |
| CB               | 4  | Joris Mathijsen          | 117'     |  |
| LB               | 5  | Giovanni van Bronckhorst | 54' 105' |  |
| DM               | 6  | Mark van Bommel          | 22'      |  |
| DM               | 8  | Nigel de Jong            | 28' 99'  |  |
| RW               | 11 | Arjen Robben             | 84'      |  |
| AM               | 10 | Wesley Sneijder          |          |  |
| LW               | 7  | Dirk Kuyt                | 71'      |  |
| CF               | 9  | Robin van Persie         | 15'      |  |
| Wisselspelers:   |    |                          |          |  |
| MF               | 17 | Eljero Elia              | 71'      |  |
| MF               | 23 | Rafael van der Vaart     | 99'      |  |
| DF               | 15 | Edson Braafheid          | 105'     |  |
| Coach:           |    |                          |          |  |
| Bert van Marwijk |    |                          |          |  |

| Spanje:            |    |                 |        |
|                    |    |                 |        |
| GK                 | 1  | Iker Casillas   |        |
| RB                 | 15 | Sergio Ramos    | 23'    |
| CB                 | 3  | Gerard Piqué    |        |
| CB                 | 5  | Carles Puyol    | 16'    |
| LB                 | 11 | Joan Capdevila  | 67'    |
| DM                 | 16 | Sergio Busquets |        |
| DM                 | 14 | Xabi Alonso     | 87'    |
| CM                 | 8  | Xavi            | 120+1' |
| RW                 | 6  | Andrés Iniesta  | 118'   |
| CF                 | 7  | David Villa     | 106'   |
| LW                 | 18 | Pedro           | 60'    |
| Wisselspelers:     |    |                 |        |
| MF                 | 22 | Jesús Navas     | 60'    |
| MF                 | 10 | Cesc Fàbregas   | 87'    |
| FW                 | 9  | Fernando Torres | 106'   |
| Coach:             |    |                 |        |
| Vicente del Bosque |    |                 |        |

Man van de wedstrijd:

 Andrés Iniesta

Assistent-scheidsrechter:

 Darren Cann

 Michael Mullarkey

Vierde official:

 Yuichi Nishimura

## Wedstrijdstatistieken
|                              | Nederland | Spanje  |
| ---------------------------- | --------- | ------- |
| Doelpunten                   | 0         | 1       |
| Eigen doelpunten             | 0         | 0       |
| Gele kaarten                 | 9         | 5       |
| Rode kaarten                 | 1         | 0       |
| Wissels                      | 3         | 3       |
| Schoten op doel              | 5         | 6       |
| Schoten naast doel           | 13        | 19      |
| Overtredingen                | 28        | 19      |
| Directe vrije trap op doel   | 3         | 4       |
| Indirecte vrije trap op doel | 0         | 0       |
| Hoekschoppen                 | 6         | 8       |
| Buitenspel                   | 7         | 6       |
| Strafschoppen                | 0         | 0       |
| Balbezit (tijd)              | 36 min.   | 48 min. |
| Balbezit (%)                 | 43%       | 57%     |

| Groepswedstrijden | | | |
| Groep A | Groep B | Groep C | Groep D |
| Zuid-Afrika - Mexico Uruguay - Frankrijk Zuid-Afrika - Uruguay Frankrijk - Mexico Mexico - Uruguay Frankrijk - Zuid-Afrika | Zuid-Korea - Griekenland Argentinië - Nigeria Argentinië - Zuid-Korea Griekenland - Nigeria Griekenland - Argentinië Nigeria - Zuid-Korea | Engeland - Verenigde Staten Algerije - Slovenië Slovenië - Verenigde Staten Engeland - Algerije Slovenië - Engeland Verenigde Staten - Algerije | Duitsland - Australië Servië - Ghana Duitsland - Servië Ghana - Australië Australië - Servië Ghana - Duitsland    |
| Groep E | Groep F | Groep G | Groep H |
| Nederland - Denemarken Japan - Kameroen Nederland - Japan Kameroen - Denemarken Kameroen - Nederland Denemarken - Japan    | Italië - Paraguay Nieuw-Zeeland - Slowakije Slowakije - Paraguay Italië - Nieuw-Zeeland Paraguay - Nieuw-Zeeland Slowakije - Italië       | Ivoorkust - Portugal Brazilië - Noord-Korea Brazilië - Ivoorkust Portugal - Noord-Korea Noord-Korea - Ivoorkust Portugal - Brazilië             | Honduras - Chili Spanje - Zwitserland Chili - Zwitserland Spanje - Honduras Chili - Spanje Zwitserland - Honduras |
| Achtste finales | | | |
| Uruguay - Zuid-Korea Verenigde Staten - Ghana                                                                              | Duitsland - Engeland Argentinië - Mexico                                                                                                  | Nederland - Slowakije Brazilië - Chili | Paraguay - Japan Spanje - Portugal                                                                                |
| Kwartfinales | | | |
| Brazilië - Nederland | Uruguay - Ghana | Argentinië - Duitsland | Paraguay - Spanje                                                                                                 |
| Halve finales | | | |
| Nederland - Uruguay | Nederland - Uruguay | Duitsland - Spanje | Duitsland - Spanje                                                                                                |
| Troostfinale | | | |
| Uruguay - Duitsland | | | |
| Finale | | | |
| Spanje - Nederland | | | |

RFEF · A-internationals · Selecties · Bondscoaches · Spaans vrouwenelftal · Olympisch elftal · Spanje U21 · Spanje U20 · Spanje U19 · Spanje U18 · Spanje U17 · Spanje U16 · Vrouwen U17
1920 – 1929 ·
1930 – 1939 ·
1940 – 1949 ·
1950 – 1959 ·
1960 – 1969 ·
1970 – 1979 ·
1980 – 1989 ·
1990 – 1999 ·
2000 – 2009 ·
2010 – 2019 ·
2020 − 2029
EK's: 1964 · 
1980 · 
1984 · 
1988 · 
1996 · 
2000 · 
2004 · 
2008 · 
2012 · 
2016 · 
2020 · 
2024
WK's: 1934 · 
1950 · 
1962 · 
1966 · 
1978 · 
1982 · 
1986 · 
1990 · 
1994 · 
1998 · 
2002 · 
2006 · 
2010 · 
2014 · 
2018 · 
2022
OS: 1920 ·
1924 · 
1928 · 
1968 · 
1976 · 
1980 · 
1992 · 
1996 · 
2000 · 
2012 ·
2020
1920 · 
1921 · 
1922 · 
1923 · 
1924 · 
1925 · 
1926 · 
1927 · 
1928 · 
1929 · 
1930 · 
1931 · 
1932 · 
1933 · 
1934 · 
1935 · 
1936 · 
1937 · 1939 · 1940 · 
1941 · 
1942 · 
1943 · 1944 · 
1945 · 
1946 · 
1947 · 
1948 · 
1949 · 
1950 · 
1952 · 
1952 · 
1953 · 
1954 · 
1955 · 
1956 · 
1957 · 
1958 · 
1959 · 
1960 · 
1961 · 
1962 · 
1963 · 
1964 · 
1965 · 
1966 · 
1967 · 
1968 · 
1969 · 
1970 · 
1971 · 
1972 · 
1973 · 
1974 · 
1975 · 
1976 · 
1977 · 
1978 · 
1979 · 
1980 · 
1981 · 
1982 · 
1983 · 
1984 · 
1985 · 
1986 · 
1987 · 
1988 · 
1989 · 
1990 · 
1991 · 
1992 · 
1993 · 
1994 · 
1995 · 
1996 · 
1997 · 
1998 · 
1999 · 
2000 · 
2001 · 
2002 · 
2003 · 
2004 · 
2005 · 
2006 · 
2007 · 
2008 · 
2009 · 
2010 · 
2011 · 
2012 · 
2013 ·
2014 ·
2015 ·
2016 ·
2017 ·
2018 ·
2019 ·
2020 ·
2021 ·
2022
Albanië ·
Algerije ·
Andorra ·
Argentinië ·
Armenië ·
Australië ·
Azerbeidzjan ·
België ·
Bolivia ·
Bosnië en Herzegovina ·
Brazilië ·
Bulgarije ·
Canada ·
Chili ·
China ·
Colombia ·
Costa Rica ·
Cyprus ·
DDR ·
Denemarken ·
Duitsland ·
Ecuador ·
Egypte ·
El Salvador ·
Engeland ·
Estland ·
Equatoriaal-Guinea · 
Faeröer ·
Finland ·
Frankrijk ·
GOS ·
Georgië ·
Griekenland ·
Haïti ·
Honduras ·
Hongarije ·
Ierland ·
IJsland ·
Irak ·
Iran ·
Israël ·
Italië ·
Ivoorkust ·
Japan ·
Joegoslavië ·
Jordanië ·
Kosovo ·
Kroatië ·
Letland ·
Liechtenstein ·
Litouwen ·
Luxemburg ·
Malta ·
Marokko ·
Mexico ·
Nederland ·
Nieuw-Zeeland ·
Nigeria ·
Noord-Ierland ·
Noord-Macedonië ·
Noorwegen ·
Oekraïne ·
Oostenrijk ·
Panama ·
Paraguay ·
Peru ·
Polen ·
Portugal ·
Puerto Rico ·
Roemenië ·
Rusland ·
San Marino ·
Saoedi-Arabië ·
Schotland ·
Servië ·
Servië en Montenegro ·
Slovenië ·
Slowakije ·
Sovjet-Unie ·
Tahiti ·
Tsjechië ·
Tsjecho-Slowakije ·
Tunesië ·
Turkije ·
Uruguay ·
Venezuela ·
Verenigde Staten ·
Wales ·
Wit-Rusland ·
Zuid-Afrika ·
Zuid-Korea ·
Zweden ·
Zwitserland
Australië (2014) ·
Brazilië (2013) ·
Chili (2010) ·
Chili (2014) ·
Costa Rica (2022) ·
Duitsland (2008) ·
Duitsland (2022) ·
Engeland (1982) ·
Engeland (2024) ·
Frankrijk (1984) ·
Frankrijk (2006) ·
Frankrijk (2012) ·
Frankrijk (2021) ·
Griekenland (2008) ·
Honduras (2010) ·
Ierland (2012) ·
Iran (2018) ·
Italië (2008) ·
Italië (2012, 1) ·
Italië (2012, 2) ·
Italië (2016) ·
Italië (2021) ·
Japan (2022) ·
Kroatië (2012) ·
Kroatië (2021) ·
Marokko (2018) ·
Marokko (2022) ·
Nederland (2010) ·
Nederland (2014) ·
Oekraïne (2006) ·
Paraguay (2002) ·
Polen (2021) ·
Portugal (2012) ·
Portugal (2018) ·
Rusland (2008, 1) ·
Rusland (2008, 2) ·
Rusland (2018) ·
Saoedi-Arabië (2006) ·
Slovenië (2002) ·
Slowakije (2021) ·
Sovjet-Unie (1964) ·
Tsjechië (2016) ·
Tunesië (2006) ·
Turkije (2016) ·
West-Duitsland (1982) ·
Zuid-Afrika (2002) ·
Zweden (2008) ·
Zweden (2021) ·
Zwitserland (2010) ·
Zwitserland (2021)
KNVB ·
A-internationals ·
Bondscoaches (m) ·
Topscorers ·
Nederlands vrouwenelftal ·
Bondscoaches (v) ·
Nederland B ·
Olympisch elftal ·
Jong Oranje ·
Nederland –20 ·
Nederland –19 ·
Nederland –18 ·
Nederland –17 ·
Nederland –16 ·
Nederland –15 ·
Nederlands amateurelftal ·
Nederlands zaterdagelftal ·
Jong OranjeLeeuwinnen ·
Vrouwen –20 ·
Vrouwen –19 ·
Vrouwen –18 ·
Vrouwen –17 ·
Vrouwen –16 ·
Vrouwen –15 ·
Militair mannenelftal ·
Militair vrouwenelftal ·
Strandteam ·
Vrouwen Strandteam ·
Futsalteam ·
Vrouwen Futsalteam

EK-wedstrijden ·
WK-wedstrijden ·
Resultaten kwalificaties en eindronden ·
Nederland B-wedstrijden ·
Officieuze wedstrijden ·
EK-wedstrijden vrouwen ·
WK-wedstrijden vrouwen ·
Resultaten vrouwen kwalificaties en eindronden
1905 – 1919 ·
1920 – 1929 ·
1930 – 1939 ·
1940 – 1949 ·
1950 – 1959 ·
1960 – 1969 ·
1970 – 1979 ·
1980 – 1989 ·
1990 – 1999 ·
2000 – 2009 ·
2010 – 2019 ·
2020 – 2029
2015 ·
2016 ·
2017 ·
2018 ·
2019 ·
2020 ·
2021 · 
2022
EK's: 1976 · 
1980 · 
1988 · 
1992 · 
1996 · 
2000 · 
2004 · 
2008 · 
2012 · 
2020 · 
2024
WK's: 1934 · 
1938 · 
1974 · 
1978 · 
1990 · 
1994 · 
1998 · 
2006 · 
2010 · 
2014 · 
2022
OS: 1908 ·
1912 ·
1920 ·
1924 ·
1928 ·
1948 ·
1952 ·
2008
Albanië ·
Andorra ·
Argentinië ·
Armenië ·
Australië ·
België ·
Bosnië en Herzegovina ·
Brazilië ·
Bulgarije ·
Canada ·
Chili ·
China ·
Colombia ·
Costa Rica ·
Curaçao ·
Cyprus ·
DDR ·
Denemarken ·
Duitsland ·
Ecuador ·
Egypte ·
Engeland ·
Estland ·
Faeröer ·
Finland ·
Frankrijk ·
GOS · 
Georgië ·
Ghana ·
Gibraltar ·
Griekenland ·
Hongarije ·
Ierland ·
IJsland ·
Indonesië ·
Iran ·
Israël ·
Italië ·
Ivoorkust ·
Japan ·
Joegoslavië ·
Kameroen ·
Kazachstan ·
Kroatië ·
Letland ·
Liechtenstein ·
Luxemburg ·
Malta ·
Marokko ·
Mexico ·
Moldavië ·
Montenegro ·
Nederlandse Antillen ·
Nigeria ·
Noord-Ierland ·
Noord-Macedonië ·
Noorwegen ·
Oekraïne ·
Oostenrijk ·
Paraguay ·
Peru ·
Polen ·
Portugal ·
Qatar ·
Roemenië ·
Rusland ·
Saarland ·
San Marino ·
Saoedi-Arabië ·
Schotland ·
Senegal ·
Servië en Montenegro ·
Slovenië ·
Slowakije ·
Sovjet-Unie ·
Spanje ·
Suriname ·
Thailand ·
Tsjechië ·
Tsjecho-Slowakije ·
Tunesië ·
Turkije ·
Uruguay ·
Verenigd Koninkrijk ·
Verenigde Staten ·
Wales ·
Wit-Rusland ·
Zuid-Afrika ·
Zuid-Korea ·
Zweden ·
Zwitserland
Argentinië (1978) ·
Argentinië (2006) ·
Argentinië (2014) ·
Argentinië (2022) ·
Australië (2014) ·
Brazilië (2014) ·
Chili (2014) · 
Costa Rica (2014) ·
Denemarken (2010) ·
Denemarken (2012) ·
Duitsland (2012) · 
Ecuador (2022) · 
Frankrijk (2008) ·
Italië (2008) ·
Ivoorkust (2006) ·
Japan (2010) ·
Kameroen (2010) ·
Mexico (2014) · 
Noord-Macedonië (2021) · 
Oekraïne (2021) · 
Oostenrijk (2021) · 
Portugal (2006) ·
Portugal (2012) ·
Portugal (2019) ·
Qatar (2022) ·
Roemenië (2008) ·
Rusland (2008) ·
San Marino (2011) ·
Senegal (2022) ·
Servië en Montenegro (2006) ·
Sovjet-Unie (1988) ·
Spanje (2010) ·
Spanje (2014) ·
Tsjechië (2021) · 
Uruguay (2010) ·
Verenigde Staten (2022) · 
West-Duitsland (1974)